# 小池陽子
小池 陽子（こいけ ようこ）は、日本の漫画家。ナムコ（後のバンダイナムコエンターテインメント）より発売されていた『テイルズ オブ エターニア』の漫画版を『月刊ガンガンWING』（スクウェア・エニックス）にて2001年8月号から2006年4月号まで連載したほか、同作品のアンソロジーコミックにも作品を掲載している。

## 人物
名前の由来は作者の住んでいる地名から命名されたと第5巻のコメントで語っている。当時の担当者から「普通の名前にしてください」と言われ、この名前にしたとコメントしている。
趣味は香水。連載開始当時からハマり、所持数が100を越え、その人のイメージに合わせてプレゼントしていると第7巻のコメントで語っている。
自画像はパンダ。基本的に著者近影や楽屋裏でのコメントなどでは基本的にパンダの格好をしている。単行本巻末ではパンダの格好をした作者が登場。表紙をめくった後のコメント部分ではパターンが異なっている。（2冊ごとにイラストが変わっている）
- 第1・2巻ではパンダのきぐるみを着る作者のイラスト。作者がわずかに顔を覗かせている。
- 第3・4巻では女性に抱かれたパンダで登場。女性が作者自身なのかどうかは不明。
- 第5・6巻ではきぐるみを脱いだ作者の後ろ姿。茶髪で肩辺りまで髪がある。
- 第7・8・9巻のみ3冊でイラストが使用。パンダのきぐるみの中から左目だけ覗かせている作者のイラスト。

## 作品

### 漫画
- テイルズ オブ エターニア（全9巻、『月刊ガンガンWING』〈エニックス〉2001年8月号 - 2006年4月号）
- リーダーの条件（『テイルズ オブ エターニア プレミアムストーリーズ第1巻』2001年6月27日初版）
- ゆずれない想い（『テイルズ オブ エターニア プレミアムストーリーズ第4巻』2002年7月27日初版）

### イラスト
『エターニア』の作品のみイラストを担当することがあった。
- テイルズ オブ エターニア 4コママンガ劇場第6巻 表紙イラスト（2003年2月21日初版）
- テイルズ オブ エターニア プレミアムストーリーズ第4巻 表紙・イラストギャラリー（2002年7月27日初版）
- テイルズ オブ エターニア プレミアムストーリーズ第5巻 表紙イラスト（2002年12月27日初版）
- テイルズ オブ エターニア プレミアムストーリーズ第6巻 表紙イラスト（2003年5月27日初版）